# Premier congrès de l'Internationale communiste

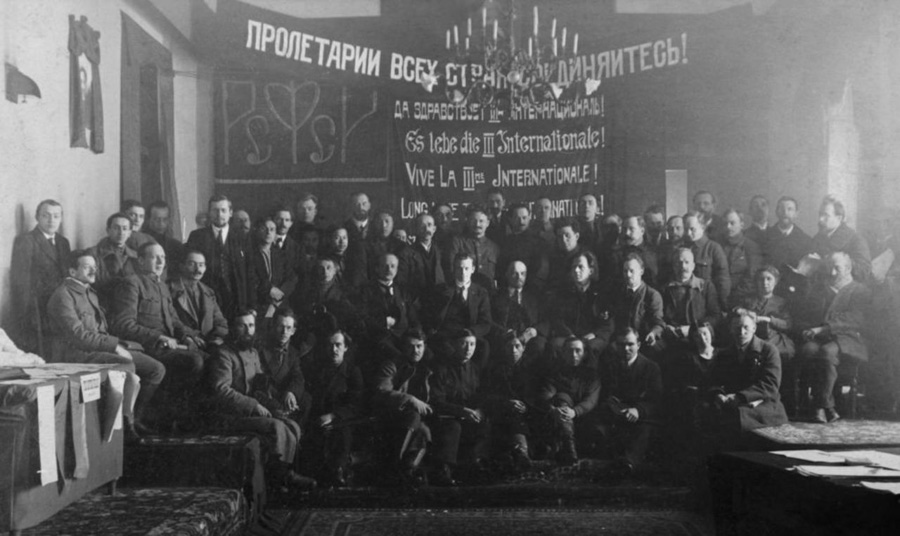
Les délégués du premier congrès de l’Internationale communiste.

Le Premier congrès de l'Internationale communiste (ou Komintern) se tint en mars 1919, sous la houlette du Parti bolchevik, qui la dominera de manière de plus en plus exclusive. Ce congrès répondait à la réunion de la Deuxième Internationale (le même mois), dont il était une scission.
Son ordre du jour était le suivant :
- Lettre d'invitation au Parti communiste d'Allemagne (Spartakusbund) ;
- Discours d'ouverture de Lénine ;
- Thèses de Lénine sur la démocratie bourgeoise et la dictature prolétarienne ;
- Discours de Lénine sur ces thèses ;
- Résolution sur la position envers les courants socialistes et la conférence de Berne ;
- Déclaration faite par les participants de la conférence de Zimmerwald au Congrès de l'Internationale communiste ;
- Décision concernant le groupement de Zimmerwald ;
- Décision concernant la question d'organisation ;
- Résolution sur la fondation de l'Internationale communiste ;
- Plateforme de l'Internationale communiste ;
- Thèses sur la situation internationale et la politique de l'Entente ;
- Résolution sur la Terreur blanche ;
- Discours de Trotsky ;
- Discours de clôture de Lénine ;
- Manifeste de l'Internationale communiste aux prolétaires du monde entier.